# Disternopsis apicespinosa
Disternopsis apicespinosa är en skalbaggsart som beskrevs av Stefan von Breuning 1939. Disternopsis apicespinosa ingår i släktet Disternopsis och familjen långhorningar. Inga underarter finns listade i Catalogue of Life.